# 漆绍文
漆绍文（？—？），字質先，號馥来。江西新昌（今宜豐）人，清朝政治人物，进士出身。
漆绍文曾接替孔毓璞任苏松道道员一职，雍正五年（1727年）由魏观接任。